# Свердловка (Брянская область)
Свердловка — посёлок в Дубровском районе Брянской области, в составе Пеклинского сельского поселения. Расположен в 5 км к юго-западу от железнодорожной станции Олсуфьево. Население — 1 человек (2010).
Основан около 1930 как колхоз имени Свердлова. До 1971 года входил в Салынский сельсовет.
| Годы      | 1979 | 1989 | 1999 | 2010 |
| --------- | ---- | ---- | ---- | ---- |
| Население | 25   | 2    | 1    | 1    |